# Црква Светог Ђорђа у Истанбулу
Црква Светог Ђорђа је православни храм, од 1600. године седиште Цариградске патријаршије. Смештена је у некада грчком кварту Цариграда, Фанару, где је опасана високим зидом и бодљикавом жицом (због турских напада, део зграде још данас има видне трагове подметнутога пожара).

## Изглед
Ова црква је по величини релативно мала црква, обзиром на њен статус у православном свету. Црква је скривена иза високих зидова, подигнута тако да не привлачи нежељене погледе у исламској империјалној престоници. Црква има једноставну спољашњу фасаду, али је богато украшена унутрашњост.

## Историја
После пада Цариграда под владавину Османлија 1453. године, главни центар православног света у претежно муслиманском граду. Патријарх Матеј II (1596-1603) је 1600. године преселио седиште Патријаршије у ову цркву. Реконструисана је много пута и остало је мало тога од првобитног изгледа. Патријарх Тимотеј II (1612-1620) је реструктурирао и проширио 1614. године. Црква је реконструисана у време патријарха Калиника II (1694-1702). Цркву је почетком 18. века захватио пожар и поново је обновљена.
Нови велики пожар из 1738. поново је изазвао велике штете на цркви. Тек 1797. године патријарх Григориј V је успео да обнови ову светињу. Садашњи изглед цркве је од тада.